# الخلاء (بني سعد)

تعديل مصدري - تعديل

الخلاء هي إحدى قرى عزلة القوازعة بمديرية بني سعد التابعة لمحافظة المحويت، بلغ تعداد سكانها 209 نسمة حسب تعداد اليمن لعام 2004.